# Dror Zeigerman

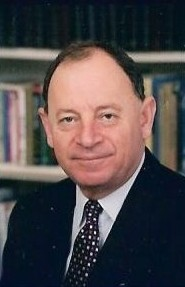
Dror Zeigerman

Dror Zeigerman (hebräisch דרור זייגרמן‎; * 15. Mai 1948 in Nes Ziona) ist ein israelischer Politiker und Diplomat.
Zeigerman studierte Geschichts- und Politikwissenschaft an der Hebräischen Universität Jerusalem. Dort wurde er Vorsitzender der Studierendenvertretung. Von 1977 bis 1981 saß er der Studierendensektion der World Zionist Organization vor.
Zeigerman war Mitglied der Liberalen Partei Israels (Miflaga Liberalit Jisra’elit). 1981 wurde er für den Likud, der zu diesem Zeitpunkt eine Listenverbindung bestehend aus der Liberalen Partei, Cherut und anderen Parteien war, in die Knesset gewählt. Bei den Wahlen 1984 konnte er sein Mandat nicht verteidigen.
Während der 1990er war er Generalkonsul in Toronto und fungierte danach von 1998 bis 2000 als israelischer Botschafter im Vereinigten Königreich.